# Alouette 2
Alouette 2 var en canadisk forskningssatellit, der blev opsendt kl. 04:48 UTC den 29. november 1965 af en Thor Agena-raket med Explorer 31 fra det vestlige testområde ved Vandenberg Air Force Base i Californien. Den var (som sin forgænger Alouette 1 og Explorer 31) designet til at udforske ionosfæren.

## Historie
Navnet "Alouette" kom fra det franske for "lærke" og fra titlen på en populær fransk-canadisk folkesang. Alouette 2 blev også kendt som ISIS-X (ISIS: International Satellites for Ionospheric Studies), da den var den første i en række ISIS-satellitter. Den næste blev kaldt ISIS-I.
Alouette 2 blev opbygget fra den identiske backup-satellit til Alouette 1. Den havde mange flere eksperimenter og mere sofistikerede understøttelsessystemer end den tidligere satellit. Det var i virksomhed i 10 år og blev udfaset den 1. august 1975.
RCA Victor fra Montreal i Quebec var projektets hovedentreprenør; Havilland Aircraft i Toronto i Ontario fungerede som associeret entreprenør.

## Eftertid
Efter, at Alouette 2 blev opsendt, blev det øverste trin af raketten, der blev brugt til at opsætte satellitten, til rumaffald, der vil fortsætte med at bevæge sig i en bane rundt om Jorden i mange år. Endnu i september 2013 var det øverste trin i kredsløb.
Selve satellitten blev til rumaffald efter august 1975. Også den var fortsat i bane rundt om i Jorden pr. september 2013.